# Baltasar Lopes da Silva
Baltasar Lopes da Silva (Caleijão, illa de São Nicolau, 23 d'abril de 1907 — Lisboa, 28 de maig de 1989) va ser un escriptor, poeta i lingüista de Cap Verd que va escriure tant en portuguès com en crioll capverdià. Junt amb Manuel Lopes i Jorge Barbosa va ser el fundador de la revista Claridade. El 1947 va escriure Chiquinho, que es considera com la més important de les novel·les de Cap Verd. i O dialecto crioulo de Cabo Verde que descriu els diferents dialectes criolls de Cap Verd. També ha signat les seves obres amb el pseudònim Osvaldo Alcântara.
El seu poemari Ressaca apareix al CD Poesia de Cabo Verde e Sete Poemas de Sebastião da Gama d'Afonso Dias

## Biografia
Va néixer a la vila de Caleijão a l'illa de São Nicolau. Va completar la seva educació secundària a Mindelo, a l'illa de São Vicente, i després va viatjar a Portugal per graduar-se a la Universitat de Lisboa. Durant el seu temps a Lisboa, Lopes va estudiar amb grans figures de la cultura portuguesa, com Vitorino Nemésio i Câmara Reis, va obtenir bones qualificacions, i es va graduar en Dret i Filologia Romànica. Després va tornar a Cap Verd, on va començar a ensenyar al Liceu Gil Eanes de São Vicente. Al cap d'uns anys, va ser nomenat degà de l'escola. Va deixar Cap Verd un breu període per ensenyar a Leiria, Portugal. A causa dels seus punts de vista conflictius i les actituds cap a la política portuguesa de l'època va tornar a Cap Verd, on va continuar ensenyant i exercint d'advocat. Va passar els seus últims dies a Lisboa, on es va traslladar per al tractament d'una malaltia vascular cerebral i hi va morir poc després el 28 de maig de 1989.
El 1936 amb Manuel Lopes, Manuel Ferreira, António Aurélio Gonçalves, Francisco José Tenreiro, Jorge Barbosa, i Daniel Filipe va fundar la revista Claridade, on s'hi publicaren assajos, poemes i contes curts. Els seus col·laboradors van escriure sobre els problemes de la seva societat, com ara la sequera, la fam i l'emigració, portant claredat a l'estudi de la realitat de Cap Verd, especialment pel que fa als grups socials més desfavorits.

## Obres
- Chiquinho (1947)
- Cabo Verde visto por Gilberto Freyre (1956)
- O dialecto crioulo de Cabo Verde, descripció del crioll capverdià (1957).
- Antologia da Ficção Cabo-Verdiana Contemporânea (1961)
- Cântico da Manhã Futura (1986), poesia publicada amb el nom d'Osvaldo Alcântara
- Os Trabalhos e os Dias (short stories, 1987)